# اليكس داماترااديس
اليكس داماترااديس (بالإنجليزية: Alex Dimitriades)‏ هو ممثل أسترالي، ولد في 28 ديسمبر 1973 بسيدني في أستراليا.

## أعمال

### أفلام
- (2002) السفينة الشبح

## وصلات خارجية
- اليكس داماترااديس على موقع IMDb (الإنجليزية)
- اليكس داماترااديس على موقع ألو سيني (الفرنسية)
- اليكس داماترااديس على موقع أول موفي (الإنجليزية)
- اليكس داماترااديس على موقع قاعدة بيانات الأفلام السويدية (السويدية)
- اليكس داماترااديس على موقع قاعدة بيانات الفيلم (الإنجليزية)
- اليكس داماترااديس على موقع كينوبويسك (الروسية)